# سندن استول
 سندن استول (انگلیسی: Sandon Stolle؛ زاده ۱۳ ژوئیهٔ ۱۹۷۰) یک تنیس‌باز اهل استرالیا است.